# كأس البرتغال 2008–09
كأس البرتغال 2008–09 (بالبرتغالية: Taça de Portugal de 2008–09‏) هو الموسم 69 من كأس البرتغال. أقيم خلال الفترة 30 أغسطس 2008 وحتى 21 مايو 2009، وأشرف على تنظيمه اتحاد البرتغال لكرة القدم، وكان عدد الأندية المشاركة فيه 173، وفاز فيه نادي بورتو.